# Nils C. Humble
Nils Carl Humble, född 18 augusti 1897 i Börstil församling, Stockholms län, död 25 juni 1961, var en svensk präst.
Humble, som var son till kyrkoherde Abraham Humble och Hilda Malmberg, avlade efter studentexamen i Hudiksvall 1916 teologisk-filosofisk examen vid Uppsala universitet 1919, blev filosofie kandidat 1921, teologie kandidat 1924 samt avlade praktisk teologisk examen och prästvigdes för Ärkestiftet samma år. Han var vice komminister i Häverö församling 1924–1925, ständig adjunkt i Forsa församling 1925, vice pastor där 1925–1927, blev komminister i Segersta församling 1930, var kyrkoherde i Skogs församling och Lingbo annexförsamling från 1932 och blev prost 1959. 
Humble var ordförande i kyrkostämman från 1932, ordförande i skolrådet 1933–1952, ledamot av barnavårdsnämnden från 1936, av kommunalfullmäktige i Skogs landskommun från 1941, ordförande i kyrkofullmäktige från 1943 och i folkskolestyrelsen 1953–1958. Han var timlärare vid Norra Hälsinglands folkhögskola i Forsa 1925–1926, vid högre allmänna läroverket i Hudiksvall 1926–1927 och vikarierande lektor där 1928. Han var ledamot av Allmänna Svenska Prästföreningens centralstyrelse. 
Humble är begravd på Skogs kyrkogård i Hälsingland.